# لامانچا
لامانچا (به اسپانیایی: La Mancha) یک منطقهٔ مسکونی در اسپانیا است. لامانچا ۶۱۰ متر بالاتر از سطح دریا واقع شده‌است.